# Mazanderani (taal)

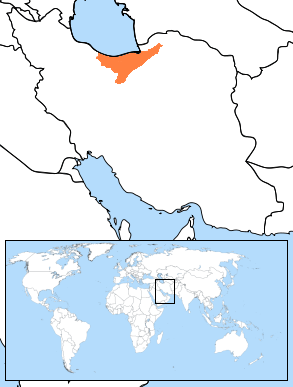
Verspreiding van het Mazanderani

Mazanderani (Perzisch: مازِرونی) is een Iraanse taal die gesproken wordt in het noorden van Iran, aan de Kaspische Zee. De taal wordt nog door 3,5 miljoen mensen als moedertaal gebruikt en door in totaal 12 miljoen mensen gesproken, voornamelijk in de provincie Mazandaran. Ook in de provincies Gilan en Golestan komt taalgebruik voor.
Het Mazanderani is sterk verwant met het Gilaki, en in mindere mate met het Perzisch. Sprekers van deze talen kunnen elkaar onderling verstaan. 